# Camponotus obesus
Camponotus obesus é uma espécie de inseto do gênero Camponotus, pertencente à família Formicidae.